# Doris Piserchia
Doris Piserchia (Fairmont, Virginia Occidental, 11 de octubre de 1928) es una escritora de ciencia ficción. Se desempeñó en la Armada de los Estados Unidos desde 1950 hasta 1954 y posteriormente recibió su maestría en Psicología educacional; su trabajo literario en tanto, no comenzaría sino hasta 1966. Sus historias se centran principalmente en aliens y sus admiradores las han denominado «cómic negro». A pesar de su experiencia militar, edad, y la preferencia por la ciencia ficción antigua, a menudo su trabajo se asocia la nueva ola de este género, entre las que destacan The Last Dangerous Visions. Además, varios de sus trabajos se relacionan con la ciencia ficción feminista.
Desde 1983 que no publica algún trabajo, probablemente debido al fallecimiento repentino de su hija, quien la dejó con una nieta de tres años. O porque lleva años muerta, a saber.

## Obras
- Mr. Justice (1973).
- Star Rider (1974).
- A Billion Days of Earth (1976).
- Earthchild (1977).
- Spaceling (1978).
- The Spinner (1980).
- The Fluger (1980).
- Doomtime (1981).
- Earth in Twilight (1981).
- Blood County (1982) como Curt Selby.
- I, Zombie (1982) como Curt Selby.
- The Dimensioneers (1982).
- The Deadly Sky (1983).